# Депутаты Верховного Совета Автономной Республики Крым I созыва
Список депутатов Верховного Совета Крыма 1-го созыва (1991—1994).
22 марта 1991 года, после воссоздания Крымской АССР, Крымский областной Совет народных депутатов был преобразован в Верховный Совет Крымской АССР согласно закону Украинской ССР от 12 февраля 1991 года «О восстановлении Крымской Автономной Советской Социалистической Республики». После распада СССР в декабре 1991 года автономия вошла в состав независимой Украины. 26 февраля 1992 года по решению Верховного Совета автономии Крымская АССР была переименована в Республику Крым, а 6 мая того же года была принята крымская конституция, которая подтвердила данное наименование, парламент республики стал официально именоваться Верховный Совет Крыма.
21 сентября 1994 года Верховный Совет Украины переименовал крымскую автономию в Автономную Республику Крым, а Верховный Совет Крыма стал называться Верховным Советом Автономной Республики Крым.
| Фамилия, имя, отчество              | Год рождения | Избирательный округ                                      | Место избрания          | Партийность  | Примечание                                                            |
| ----------------------------------- | ------------ | -------------------------------------------------------- | ----------------------- | ------------ | --------------------------------------------------------------------- |
| Абисов, Владимир Филиппович         | 1951         | 31                                                       | Красноперекопск         | КПСС         |                                                                       |
| Алгинин, Александр Павлович         |              | 167                                                      | Севастополь             | беспартийный | прекращены полномочия 14.10.1993                                      |
| Алексеева, Валентина Ивановна       | 1946         | 83                                                       | Симферополь             | КПСС         |                                                                       |
| Алексеев, Александр Васильевич      | 1950         | 152                                                      | Советский район         | КПСС         |                                                                       |
| Алферьев, Игорь Викторович          |              | 168                                                      | Севастополь             | КПСС         |                                                                       |
| Андрущенко, Василий Иванович        | 1933         | 69                                                       | Феодосия                | КПСС         |                                                                       |
| Апостолиди, Константин Демьянович   | 1920—1999    | Крымское отделение Всесоюзного общества советских греков | —                       | КПСС         |                                                                       |
| Астахов, Валерий Николаевич         | 1948         | 128                                                      | Нижнегорский район      | КПСС         |                                                                       |
| Багров, Николай Васильевич          | 1937         | 125                                                      | Нижнегорский район      | КПСС         |                                                                       |
| Бахрушин, Вальтер Васильевич        | 1938         | 111                                                      | Красногвардейский район | КПСС         |                                                                       |
| Беликов, Виктор Константинович      | 1947         | 131                                                      | Первомайский район      | КПСС         |                                                                       |
| Беляев, Иван Григорьевич            | 1942         | 118                                                      | Ленинский район         | КПСС         |                                                                       |
| Бернацкий, Николай Иванович         | 1933         | 102                                                      | Кировский район         | КПСС         |                                                                       |
| Бобашинский Владимир Александрович  | 1931—2011    | 139                                                      | Сакский район           | КПСС         |                                                                       |
| Бобылев, Виктор Николаевич          | 1953         | 2                                                        | Алушта                  | беспартийный |                                                                       |
| Быстров, Михаил Григорьевич         | 1950         | 86                                                       | Бахчисарайский район    | КПСС         |                                                                       |
| Васильев, Виктор Владимирович       | 1943         | 70                                                       | Феодосия                | КПСС         |                                                                       |
| Вилянт, Виктор Владимирович         | 1932         | 15                                                       | Евпатория               | КПСС         |                                                                       |
| Власенко, Павел Александрович       | 1942         | 169                                                      | Севастополь             | КПСС         |                                                                       |
| Волков, Леонид Павлович             | 1939         | 54                                                       | Симферополь             | беспартийный |                                                                       |
| Воробьева, Людмила Владимировна     | 1938         | 91                                                       | Белогорский район       | КПСС         |                                                                       |
| Гаврилов, Анатолий Васильевич       | 1946         | 135                                                      | Раздольненский район    | КПСС         |                                                                       |
| Гавриленко, Алексей Федосеевич      | 1933         | 74                                                       | Ялта                    | КПСС         |                                                                       |
| Галас, Лайош Мигальевич             | 1940         | 114                                                      | Ялта                    | КПСС         |                                                                       |
| Гокова, Александра Васильевна       | 1955         | 101                                                      | Джанкойский район       | КПСС         |                                                                       |
| Горбатов Валерий Миронович          | 1955         | 127                                                      | Нижнегорский район      | КПСС         |                                                                       |
| Грач, Леонид Иванович               | 1948         | 95                                                       | Белогорский район       | КПСС         |                                                                       |
| Гречаник, Роман Николаевич          | 1954         | 72                                                       | Ялта                    | беспартийный |                                                                       |
| Гридюшко, Геннадий Петрович         | 1947         | 148                                                      | Симферопольский район   | КПСС         |                                                                       |
| Гринюк, Иван Васильевич             |              | 170                                                      | Севастополь             | беспартийный |                                                                       |
| Гудымов, Петр Алексеевич            | 1940         | 159                                                      | Судак                   | КПСС         |                                                                       |
| Гунько, Николай Макарович           | 1945—2001    | 84                                                       | Бахчисарайский район    | КПСС         |                                                                       |
| Гусак, Иван Кузьмич                 |              | 171                                                      | Севастополь             | беспартийный |                                                                       |
| Гущин, Александр Сергеевич          | 1959         | 34                                                       | Армянск                 | ВЛКСМ        |                                                                       |
| Даниелян, Анушаван Суренович        | 1957         | Крымское армянское общество культуры «Луйс»              | —                       | КПСС         |                                                                       |
| Дейч Борис Давыдович                | 1938         | 158                                                      | Судак                   | КПСС         |                                                                       |
| Демус, Александр Борисович          | 1958         | 162                                                      | Черноморский район      | КПСС         |                                                                       |
| Демченко, Николай Петрович          | 1949         | 105                                                      | Кировский район         | КПСС         | прекращены полномочия 7.07.1992                                       |
| Дитковский, Петр Сергеевич          | 1966         | 53                                                       | Симферополь             | ВЛКСМ        |                                                                       |
| Дмитриев, Алексей Михайлович        | 1951         | 41                                                       | Симферополь             | КПСС         |                                                                       |
| Домбровский, Сергей Николаевич      | 1958         | 61                                                       | Симферополь             | КПСС         |                                                                       |
| Дорофеев, Юрий Александрович        | 1946—2013    | 89                                                       | Бахчисарайский район    | КПСС         |                                                                       |
| Дымченко, Николай Васильевич        | 1928         | 10                                                       | Евпатория               | КПСС         |                                                                       |
| Дьяконов, Игорь Иванович            | 1940         | 137                                                      | Сакский район           | КПСС         |                                                                       |
| Евсеев, Виктор Гергиевич            | 1948—2008    | 13                                                       | Евпатория               | КПСС         |                                                                       |
| Егудин, Владимир Ильич              | 1944—2011    | 115                                                      | Симферопольский район   | КПСС         |                                                                       |
| Ермаков Иван Федосович              | 1947         | 172                                                      | Севастополь             | КПСС         |                                                                       |
| Ефимов, Сергей Алексеевич           | 1957         | 57                                                       | Симферополь             | КПСС         |                                                                       |
| Жаворонков, Михаил Иванович         | 1948         | 122                                                      | Ленинский район         | КПСС         |                                                                       |
| Жигалов, Юрий Васильевич            | 1946         | 59                                                       | Симферополь             | беспартийный |                                                                       |
| Жумыкин, Альберт Петрович           | 1933         | 39                                                       | Симферополь             | КПСС         |                                                                       |
| Завгородний, Иван Трофимович        | 1943—2004    | 17                                                       | Евпатория               | КПСС         |                                                                       |
| Заичко, Виктор Александрович        | 1948         | 173                                                      | Севастополь             | КПСС         |                                                                       |
| Зарубин, Вячеслав Георгиевич        | 1963         | 145                                                      | Симферопольский район   | КПСС         |                                                                       |
| Зеленин, Юрий Сергеевич             | 1944         | 151                                                      | Симферопольский район   | КПСС         |                                                                       |
| Зима, Станислав Дмитриевич          | 1940         | 25                                                       | Керчь                   | КПСС         |                                                                       |
| Зиновьев, Евгений Дмитриевич        | 1939         | 104                                                      | Кировский район         | беспартийный |                                                                       |
| Иванов, Владимир Кондратьевич       | 1951         | 32                                                       | Красноперекопск         | беспартийный |                                                                       |
| Ивановский, Виктор Яковлевич        | 1939         | 149                                                      | Симферопольский район   | КПСС         |                                                                       |
| Иванько, Юрий Николаевич            |              | 174                                                      | Севастополь             | КПСС         |                                                                       |
| Илларионов Владимир Иванович        |              | 175                                                      | Севастополь             | КПСС         |                                                                       |
| Калужин, Геннадий Андреевич         | 1955         | 146                                                      | Симферопольский район   | КПСС         |                                                                       |
| Каражов, Георгий Иванович           | 1939—1998    | Крымское болгарское культурно-просветительское общество  | —                       | КПСС         |                                                                       |
| Карпюк, Николай Никитович           | 1949         | 5                                                        | Джанкой                 | КПСС         |                                                                       |
| Капшук Георгий Иванович             | 1939         | 113                                                      | Симферопольский район   | КПСС         |                                                                       |
| Квасов, Валерий Иванович            | 1948         | 140                                                      | Сакский район           | КПСС         |                                                                       |
| Кека, Янош Деметерович              | 1940—1991    | 49                                                       | Симферополь             | КПСС         | скончался 12.10.1991                                                  |
| Кизилов, Борис Владимирович         | 1943         | 48                                                       | Симферополь             | беспартийный |                                                                       |
| Кизюк, Николай Васильевич           | 1950         | 176                                                      | Севастополь             | КПСС         |                                                                       |
| Кириченко, Валерий Григорьевич      | 1945         | 24                                                       | Керчь                   | КПСС         | прекращены полномочия 25.09.1992                                      |
| Киселёв, Василий Алексеевич         | 1948         | 108                                                      | Красногвардейский район | КПСС         |                                                                       |
| Климов, Владимир Васильевич         | 1953         | 29                                                       | Керчь                   | КПСС         |                                                                       |
| Коваленко, Лидия Николаевна         | 1941         | 80                                                       | Ялта                    | КПСС         |                                                                       |
| Козинский, Геннадий Васильевич      | 1936         | 42                                                       | Симферополь             | КПСС         |                                                                       |
| Колесниченко, Вадим Васильевич      | 1958         | 78                                                       | Ялта                    | КПСС         |                                                                       |
| Комов, Юрий Федорович               | 1952         | 63                                                       | Симферополь             | КПСС         |                                                                       |
| Королев, Вячеслав Афанасьевич       | 1951         | 110                                                      | Красногвардейский район | КПСС         |                                                                       |
| Костенецкий, Александр Никитович    |              | 177                                                      | Севастополь             | КПСС         | прекращены полномочия 24.09.1992                                      |
| Костоломов, Эдгар Филиппович        | 1937         | 178                                                      | Севастополь             | КПСС         |                                                                       |
| Косухин, Николай Васильевич         | 1946         | 45                                                       | Симферополь             | КПСС         |                                                                       |
| Кравец, Владимир Тихонович          | 1953         | 160                                                      | Черноморский район      | КПСС         |                                                                       |
| Краснов, Василий Иванович           |              | 179                                                      | Севастополь             | КПСС         |                                                                       |
| Криворотько, Василий Иванович       | 1946         | 27                                                       | Керчь                   | КПСС         | прекращены полномочия 14.10.1993                                      |
| Крицкая, Татьяна Ивановна           | 1953         | 154                                                      | Советский район         | КПСС         |                                                                       |
| Круглов, Александр Георгиевич       | 1924—2010    | 180                                                      | Севастополь             | КПСС         |                                                                       |
| Кубрак, Николай Леонидович          | 1958         | 138                                                      | Раздольненский район    | КПСС         |                                                                       |
| Кубышкин, Анатолий Владимирович     | 1959         | 77                                                       | Ялта                    | КПСС         |                                                                       |
| Кузнецов, Валерий Евгеньевич        | 1946         | 49                                                       | Симферополь             | беспартийный | депутат с июня 1992                                                   |
| Кужим, Федор Васильевич             |              | 181                                                      | Севастополь             | КПСС         |                                                                       |
| Куликов, Иван Иванович              | 1944         | 182                                                      | Севастополь             | КПСС         |                                                                       |
| Курашик, Виталий Владимирович       | 1938         | 7                                                        | Джанкой                 | КПСС         |                                                                       |
| Курсон, Евгений Григорьевич         | 1954         | 44                                                       | Симферополь             | КПСС         |                                                                       |
| Лагода Галина Николаевна            | 1948         | 60                                                       | Симферополь             | КПСС         | прекращены полномочия 9.12.1993                                       |
| Лакшинский Алексей Григорьевич      | 1937—1992    | 109                                                      | Красногвардейский район | КПСС         | скончался в ночь на 8 ноября 1992 года при загадочных обстоятельствах |
| Левченко Лилия Павловна             | 1935         | 36                                                       | Саки                    | беспартийная |                                                                       |
| Легков Эрнест Павлович              | 1936         | 46                                                       | Симферополь             | КПСС         |                                                                       |
| Лещенко Владимир Григорьевич        | 1946         | 52                                                       | Симферополь             | беспартийный |                                                                       |
| Луценко Александр Антонович         | 1935         | 26                                                       | Керчь                   | беспартийный |                                                                       |
| Любовецкий Василий Леонтьевич       | 1949         | 93                                                       | Белогорский район       | КПСС         |                                                                       |
| Любчик Иван Фёдорович               | 1944         | 1                                                        | Алушта                  | КПСС         |                                                                       |
| Лютикова Валентина Ивановна         | 1953         | 19                                                       | Керчь                   | КПСС         |                                                                       |
| Малиневский Александр Фёдорович     | 1952         | 143                                                      | Симферопольский район   | беспартийный |                                                                       |
| Малышев Юрий Николаевич             | 1931         | 14                                                       | Евпатория               | КПСС         |                                                                       |
| Маркевич Станислав Николаевич       | 1944         | 92                                                       | Белогорский район       | КПСС         |                                                                       |
| Мартынец Виктор Павлович            | 1946         | 130                                                      | Первомайский район      | КПСС         |                                                                       |
| Мартынюк Дмитрий Саввич             | 1941         | 30                                                       | Керчь                   | КПСС         |                                                                       |
| Маслов Анатолий Кириллович          | 1939         | 150                                                      | Симферопольский район   | КПСС         |                                                                       |
| Маслов Сергей Алексеевич            |              | 183                                                      | Севастополь             | КПСС         |                                                                       |
| Матвеев Виктор Васильевич           | 1951—2013    | 136                                                      | Сакский район           | КПСС         |                                                                       |
| Медведев Александр Рюрикович        |              | 184                                                      | Севастополь             | КПСС         |                                                                       |
| Межак Виктор Петрович               | 1936—1996    | 55                                                       | Симферополь             | беспартийный |                                                                       |
| Меметов Эскендер Диляверович        | 1952—1994    | Культурно-просветительское общество «Ешиль — ел»         | —                       | беспартийный | убит 18.01.1994                                                       |
| Меняйлов Андрей Васильевич          | 1953         | 155                                                      | Советский район         | КПСС         |                                                                       |
| Мешков Юрий Александрович           | 1945         | 56                                                       | Симферополь             | КПСС         | прекращены полномочия 4.02.1994                                       |
| Минайкин Геннадий Иванович          |              | 185                                                      | Севастополь             | КПСС         |                                                                       |
| Минаев Анатолий Иванович            |              | 186                                                      | Севастополь             | КПСС         |                                                                       |
| Мирошниченко Николай Павлович       | 1949—2014    | 129                                                      | Первомайский район      | КПСС         |                                                                       |
| Мороз Павел Иванович                | 1938         | 28                                                       | Керчь                   | КПСС         |                                                                       |
| Мясоедов Владимир Филиппович        | 1955         | 120                                                      | Ленинский район         | КПСС         |                                                                       |
| Нестеров Владимир Иванович          | 1952—1992    | 6                                                        | Джанкой                 | КПСС         | Скончался 15.06.1992                                                  |
| Онищенко Владимир Митрофанович      | 1939         | 123                                                      | Ленинский район         | КПСС         |                                                                       |
| Опирский Роман Иванович             | 1953         | 112                                                      | Красногвардейский район | КПСС         |                                                                       |
| Осинский Вячеслав Федорович         | 1950         | 75                                                       | Ялта                    | КПСС         |                                                                       |
| Осипов Николай Васильевич (1940)    | 1940         | 79                                                       | Ялта                    | КПСС         |                                                                       |
| Охрименко Александр Михайлович      | 1945         | 83                                                       | Ялта                    | КПСС         |                                                                       |
| Очеретяный Александр Дмитриевич     | 1951         | 76                                                       | Ялта                    | беспартийный |                                                                       |
| Павлик Леонид Иосифович             | 1951         | 3                                                        | Алушта                  | беспартийный |                                                                       |
| Пальчук Валерий Васильевич          | 1958         | 20                                                       | Керчь                   | КПСС         |                                                                       |
| Папунов Григорий Иванович           | 1950         | 126                                                      | Нижнегорский район      | КПСС         |                                                                       |
| Пархоменко Анатолий Николаевич      | 1937         | 81                                                       | Ялта                    | КПСС         |                                                                       |
| Пархоменко Василий Михайлович       | 1947         | 187                                                      | Севастополь             | КПСС         |                                                                       |
| Перестюк Богдан Васильевич          | 1952         | 18                                                       | Керчь                   | КПСС         |                                                                       |
| Першин Игорь Иванович               | 1955         | 66                                                       | Феодосия                | КПСС         |                                                                       |
| Петренко Анатолий Федорович         | 1948—2002    | 58                                                       | Симферополь             | КПСС         |                                                                       |
| Пицуха Анатолий Васильевич          | 1949         | 37                                                       | Саки                    | КПСС         |                                                                       |
| Плужников Леонид Прокопьевич        | 1940         | 68                                                       | Феодосия                | КПСС         |                                                                       |
| Плясов Николай Фёдорович            | 1947         | 156                                                      | Судак                   | КПСС         |                                                                       |
| Полиенко Владимир Фёдорович         | 1940         | 62                                                       | Симферополь             | беспартийный |                                                                       |
| Поляков Иван Иванович (1950)        | 1950         | 71                                                       | Феодосия                | КПСС         |                                                                       |
| Попов Сергей Юрьевич                | 1961         | 33                                                       | Красноперекопск         | ВЛКСМ        |                                                                       |
| Потаненко Валентин Сергеевич        | 1947         | 82                                                       | Ялта                    | КПСС         |                                                                       |
| Пшеничная Ольга Николаевна          | 1948         | 121                                                      | Ленинский район         | КПСС         |                                                                       |
| Радченко Николай Григорьевич        | 1948         | 161                                                      | Черноморский район      | КПСС         |                                                                       |
| Ренпенинг Владимир Карлович         | 1947         | Крымское общество советских немцев «Возрождение»         | —                       | КПСС         |                                                                       |
| Рожков Владимир Васильевич (1954)   | 1954         | 50                                                       | Симферополь             | беспартийный |                                                                       |
| Розгонюк Юрий Дмитриевич            | 1948         | 47                                                       | Симферополь             | КПСС         |                                                                       |
| Романенко Сергей Дмитриевич         | 1939         | 147                                                      | Симферопольский район   | КПСС         |                                                                       |
| Рыжков Юрий Георгиевич              | 1945         | 43                                                       | Симферополь             | КПСС         |                                                                       |
| Рыжов Борис Григорьевич             | 1956         | 65                                                       | Феодосия                | беспартийный |                                                                       |
| Рыбак Сергей Сергеевич              | 1929         | 188                                                      | Севастополь             | КПСС         |                                                                       |
| Рябика Леонид Григорьевич           | 1939—1996    | 134                                                      | Раздольненский район    | КПСС         |                                                                       |
| Саенко Яков Григорьевич             | 1938         | 107                                                      | Красногвардейский район | КПСС         |                                                                       |
| Сальников Николай Валентинович      | 1954         | 4                                                        | Алушта                  | КПСС         |                                                                       |
| Самарский Александр Васильевич      | 1937         | 87                                                       | Бахчисарайский район    | КПСС         |                                                                       |
| Селиванов Виктор Васильевич         | 1945         | 11                                                       | Евпатория               | КПСС         |                                                                       |
| Селиванов Георгий Акимович          | 1937         | 163                                                      | Черноморский район      | КПСС         |                                                                       |
| Семёнов Виктор Михайлович           | 1946         | 189                                                      | Севастополь             | КПСС         |                                                                       |
| Сиверчук Станислав Михайлович       | 1948         | 9                                                        | Евпатория               | беспартийный |                                                                       |
| Синельник Виктор Александрович      | 1947         | 40                                                       | Симферополь             | КПСС         |                                                                       |
| Скрипниченко Александр Евгеньевич   | 1960         | 67                                                       | Феодосия                | КПСС         |                                                                       |
| Соловьёв Валерий Иванович           | 1950         | 144                                                      | Симферопольский район   | КПСС         |                                                                       |
| Соловьёвский Анатолий Васильевич    | 1938         | 100                                                      | Джанкойский район       | КПСС         |                                                                       |
| Соснов Сергей Александрович         |              | 190                                                      | Севастополь             | беспартийный |                                                                       |
| Стародуб Владимир Николаевич        | 1945         | 8                                                        | Джанкой                 | КПСС         |                                                                       |
| Сташков Александр Валентинович      | 1955         | 22                                                       | Керчь                   | беспартийный |                                                                       |
| Сухой Фёдор Тихонович               | 1942         | 99                                                       | Джанкойский район       | КПСС         |                                                                       |
| Тарасенко Георгий Максимович        | 1938—1994    | 96                                                       | Джанкойский район       | КПСС         |                                                                       |
| Терехов Александр Васильевич (1941) | 1941         | 191                                                      | Севастополь             | КПСС         |                                                                       |
| Тихонов Юрий Константинович         | 1950         | 106                                                      | Кировский район         | КПСС         | прекращены полномочия 24.03.1993                                      |
| Трещев Николай Павлович             | 1940         | 141                                                      | Симферопольский район   | КПСС         |                                                                       |
| Тю Клим Владимирович                | 1939         | 21                                                       | Керчь                   | КПСС         |                                                                       |
| Ульянова Галина Александровна       | 1944         | 16                                                       | Евпатория               | КПСС         |                                                                       |
| Усцелимова Эмилия Афанасьевна       | 1936         | 64                                                       | Феодосия                | КПСС         |                                                                       |
| Фаст Пётр Иванович                  | 1954         | 85                                                       | Бахчисарайский район    | КПСС         | прекращены полномочия 21.05.1993                                      |
| Фёдоров Юрий Константинович         | 1931         | 73                                                       | Ялта                    | беспартийный |                                                                       |
| Фикс Ефим Зисьевич                  | 1946         | 124                                                      | Ленинский район         | КПСС         |                                                                       |
| Фоменко Людмила Васильевна          | 1952         | 90                                                       | Бахчисарайский район    | КПСС         |                                                                       |
| Халиуллин, Юрий Михайлович          | 1943         | 132                                                      | Первомайский район      | КПСС         |                                                                       |
| Ходыкин Иван Семёнович              | 1953         | 133                                                      | Раздольненский район    | КПСС         |                                                                       |
| Черныш Геннадий Петрович            | 1938         | 51                                                       | Симферополь             | КПСС         |                                                                       |
| Четверик Леонид Иванович            | 1940         | 98                                                       | Джанкойский район       | КПСС         |                                                                       |
| Чистовский Геннадий Андреевич       | 1938         | 157                                                      | Судак                   | КПСС         |                                                                       |
| Шалашов Владимир Николаевич         | 1949         | 97                                                       | Джанкойский район       | КПСС         |                                                                       |
| Шандра Татьяна Степановна           | 1946         | 116                                                      | Красноперекопский район | КПСС         |                                                                       |
| Шапранов Юрий Александрович         |              | 192                                                      | Севастополь             | КПСС         |                                                                       |
| Шевченко Евгений Васильевич         | 1950         | 142                                                      | Симферопольский район   | КПСС         |                                                                       |
| Шекета Леонтий Иванович             | 1947         | 88                                                       | Бахчисарайский район    | КПСС         |                                                                       |
| Шестаков Виктор Алексеевич (1946)   | 1946         | 103                                                      | Старый Крым             | беспартийный |                                                                       |
| Шишкин Иван Иванович                | 1943         | 117                                                      | Красноперекопский район | КПСС         |                                                                       |
| Шпирный Василий Кононович           | 1938         | 94                                                       | Белогорский район       | КПСС         |                                                                       |
| Штогрин, Валерий Анатольевич        | 1949         | 119                                                      | Ленинский район         | КПСС         |                                                                       |
| Шувайников Сергей Иванович          | 1954         | 38                                                       | Симферополь             | беспартийный |                                                                       |
| Щерба Юрий Никифорович              | 1947         | 23                                                       | Керчь                   | КПСС         |                                                                       |
| Щербинин Валентин Алексеевич        | 1940         | 12                                                       | Евпатория               | КПСС         |                                                                       |
| Эссин Тамара Александровна          | 1938         | 193                                                      | Севастополь             | КПСС         |                                                                       |
| Янчеленко Сергей Алексеевич         |              | 194                                                      | Севастополь             | беспартийный | прекращены полномочия 16.10.1992                                      |
| Яровой Виталий Иванович             | 1941         | 153                                                      | Советский район         | КПСС         |                                                                       |
| Яценко Леонид Прокофьевич           | 1937         | 35                                                       | Саки                    | КПСС         |                                                                       |